# カムラ・パサード＝ビセッサー
カムラ・パサード＝ビセッサー（英語: Kamla Persad-Bissessar、1952年4月22日 - ）は、トリニダード・トバゴの政治家。2010年から2015年まで同国首相（第7代）を務め、2025年に首相に再就任した（第10代）。統一国民会議(UNC)党首。女性として初めて、同国の司法長官や野党院内総務、首相を務めた。シパリア出身。
政権を奪取した2010年の総選挙ではUNC党首として、4党からなる政党連合・人民のパートナーシップを率いた。

## 経歴
西インド諸島大学、イギリスのノーウッド工業専門学校、ヒュー・ウッディング法学校で学び、教育学と法学の名誉学士号を取得。2006年、トリニダード島のアーサー・ロック・ジャック経営大学院から経営学修士号 (EMBA) を取得した。
1995年からシパリア選挙区から国会議員に選出されている。同年、ラメシュ・マハラジ司法長官の代行を務め、マハラジが党を離れた2001年にも再任された。2000年12月22日に発足した統一国民会議政権では、教育相に任命された。
2006年4月25日、パサード＝ビセッサーは多くの野党議員から野党院内総務就任の支持を受けた。ジョージ・マックスウェル・リチャーズ大統領は、ロンドンに保有していた銀行口座を適切に申告しなかったとしてバスデオ・パンデイが有罪判決を受けたため、野党院内総務が不在であるとの声明を出した。バスデオは上訴したが、翌日、パサード＝ビセッサーは野党院内総務に指名された。
2010年1月24日の統一国民会議 (UNC) 代表選でパサード＝ビセッサーは、党創設者のパンデイを破って当選した。2月25日にはUNCの国会議員の支持を受けて、正式に野党院内総務に指名された。
2010年5月24日の総選挙は、選挙の前倒しに打って出た与党の人民国家運動を「人民のパートナーシップ」が破り、政権交代が実現した。パサード＝ビセッサーは女性で初めて、同国の首相とイギリス連邦の議長となった。2011年10月28日の英連邦首脳会合で、議長職はジュリア・ギラードに引き継がれた。
2015年の総選挙で敗北し、2020年8月の総選挙でも人民国民運動に敗北したが2025年4月の総選挙で勝利し、再び首相に就任する公算となった。

## 人物
夫グレゴリー・ビセッサーとの間に一男がいる。彼女は「私はバプテスト派の洗礼を受けましたが、特定の教会に所属しているわけではありません。ヒンドゥー教徒でもありますし、バプテスト派でもあります」と述べている。
2011年8月、政府高官はパサード＝ビセッサーがデング熱に罹患しており、今後は医師の監督下で職務を続けるつもりだと声明を発した。